# Wolf Baki
Wolfgang Barczewski (* 14. Oktober 1937 in Berlin - 08. November 2011 in Berlin) ist ein deutscher Tanzmusikkomponist. Pseudonyme: Wolf Baki und B.B. Heymes.

## Leben
Als Schüler erweckte das Klavier seine Aufmerksamkeit und so begannen die ersten musikalischen Versuche am Instrument der Großeltern, denen sich dann während seiner Schulzeit der Klavierunterricht anschloss. Bald kam das Instrument Saxophon hinzu. Von 1955 bis 1958 studierte er am „Städtischen Konservatorium“ in Berlin Klavier und Saxophon. Er zeigte in dieser Zeit auch Interesse für das Komponieren und die Musiktheorie. Die erste Band, in der er sein Debüt gab, waren die „Globetrotter“, zu der auch die Musiker Dieter Janik (Klavier) und Joachim Grasswurm (Trompete) gehörten. Es folgte die Mitwirkung in weiteren Gruppen wie „Die Dizzys“ und dem „Wolfgang-Brandenstein-Ensemble“, wo er als Sänger, Komponist und Musiker agierte. 1965 gehörte er zu den Gründungsmitgliedern vom  „Gerd-Michaelis-Chor“, der zu dieser Zeit noch Bestandteil des Brandenstein-Ensembles war. 1968 begann er als Musikredakteur beim Berliner Rundfunk und beim Fernsehen. Dort war er für Sendungen wie „Schlager ‘68“, „Schlagerwettbewerb 1968“, Ein Kessel Buntes und „Schätzen Sie mal“  verantwortlich. Im Januar 1968 entstand mit „Auf keinen Fall“ seine erste Komposition. Dieser Titel wurde mit Helga Brauer bei AMIGA veröffentlicht. Bald erschienen mit Brigitte Ahrens „Heut‘ ist mein Tag“, mit Ina Martell „Heut‘ bist du bei ihr“, mit Michael Hansen „Ich hab‘ ihr Blumen mitgebracht“ und mit Harald Rudolph „Bin verliebt, wie nie zuvor im Leben“ weitere Plattenveröffentlichungen. In dieser Zeit schloss er sich als Komponist einer Arbeitsgruppe an, zu der Walter Kubiczeck, Raimond Erbe, Manfred Gustavus, Astrid Beutner, Helga Heine und Karin Kersten gehörten. Zu Beginn der 1970er Jahre schrieb er u. a. Titel für Hauff & Henkler, Peter Albert, Bisser Kirow, Pavel Novak und Klaus Sommer. Aber auch „Neuentdeckungen“ wie Petra Rechlin, Barbara Faika oder Marion Berger sangen seine Melodien. Neben den Vokaltiteln entstanden ab 1969 auch Instrumentals. Seit 1975 arbeitete Wolfgang als freiberuflicher Komponist. Er gründete die Backgroundgruppe „Baki-Singers“ und gehörte von 1978 bis 1981 zu Fritzens-Dampferband. 1987 siedelte er nach West-Berlin über, wo er sich weiterhin als Komponist und Musiker (Duo „Fantastico“) betätigte. Einige Instrumentals komponierte er in Zusammenarbeit mit dem Musiker Günther Birner unter B.B. Heymes.

## Kompositionen
- 1968 „Nichtraucher“, Lied der Zeit (später Roba Music Verlag)
- 1968 „Dialog“, Lied der Zeit (später Roba Music Verlag)
- 1968 „Nächtliche Lichter“, Lieder der Zeit (später Roba Music Verlag)
- 1968 „Auf keinen Fall“ Helga Brauer,T:Brandenstein, AMIGA LP „Schlager Start“ und Single
- 1968 „Auf keinen Fall“ Rundfunk Tanzorchester Leipzig Ltg. W. Eichenberg,
- 1968 „Heut‘ ist mein Tag“ Brigitte Ahrens, T: Kersten, AMIGA LP „Schlager-Palette“ und Single
- 1968 „Eine Kleinigkeit“ Ika Frey T:Brandenstein
- 1969 „Frühschoppen“, Max Dolsdorf-Quintett
- 1969 „Aeroflot“ Orchester Walter Kubiczeck
- 1969 „Avelina“ Orchester Jürgen Hermann, Subverlag „Mozart-Edition“ GB
- 1969 „Verzaubert“ 1. Version Miloslav Bures-Trompete und Orchester Günther Kretschmer
- 1970 „Verzaubert“ Orchester Horst Geipel und Wolfgang Schulz Mundharmonika
- 1969 „Visitenkarte“ 1. Version Gerti Möller Vokalis, Orchester Walter Kubiczeck
- 1969 „Ich hab‘ ihr Blumen mitgebracht“ Michael Hansen, T: Kersten, AMIGA LP „Schlager nach Maß“ und Single
- 1969 „Ich hab‘ ihr Blumen mitgebracht“ Orchester Wolfram Schöne
- 1969 “Bin verliebt, wie nie zuvor im Leben” Harald Rudolph T:Wedde, AMIGA LP „Schlager im Ziel“
- 1969 „Heut‘ bist du bei ihr“ Ina Martell, T:Kersten, AMIGA LP „Schlager im Herbst“ und Single
- 1969 „Heut‘ bist du bei ihr“ Orchester Horst Geipel und Armin Zeidler Violine
- 1969 „Heut‘ bist du bei Ihr“ Orchester Walter Kubiczeck und die Vier Collins, Subverlag „Mozart-Edition“ GB
- 1969 „Ein Sonnenstrahl am Morgen“ mit Brigitte Ahrens, T:Kersten
- 1969 „Ein Sonnenstrahl am Morgen“ Orchester Walter Kubiczeck, G. Gollasch (Klarinette)
- 1970 „Kirschen“ M. Hauff/K.D. Henkler, T:Kersten
- 1970 „Hätt‘ ich einen fliegenden Teppich“ Karin Prohaska, T:Kersten
- 1970 „und der Himmel ist blau“ Horst Krüger, T: Branoner
- 1970 „Soll ich denn noch länger warten“ Ruth Brandin, T:Schulz
- 1970 „Blätter im Wind“ Petra Rechlin, T:Kersten
- 1970 „Blätter im Wind“ Orchester Walter Kubiczeck
- 1970 „Herrlicher Tag“ Orchester Walter Kubiczeck
- 1971 „Keiner feiert gern allein“ Club-Chor Leipzig, T:Heine
- 1971 „Liebe als Meisterstück“ Barbara Faika, T:Heine
- 1971 „Denk ich an die Nacht“ Marion Berger, T:Heine
- 1971 „Der Sommer kam ins Land“ Orchester Walter Kubiczeck
- 1971 „Der Sommer kam ins Land“ Jürgen-Erbe-Chor, T:Kersten
- 1972 „Das wird ein Wiedersehn“ Klaus Sommer, T:Heine, AMIGA LP „Sonja Schmidt und Klaus Sommer“
- 1972 „Lass dich doch bald sehen“ Marion Berger, T:Heine
- 1972 „Trampolin“ Orchester Walter Kubiczeck, Subverlag „Mozart Edition“ GB
- 1972 „Visitenkarte“ Vier Collins und das Orchester Walter Kubiczeck, Subverlag „Mozart-Edition“ GB
- 1973 „Geh‘ nicht Vorüber“ Pavel Novak, T:Kersten
- 1973 „Reginald, dein Herz ist kalt“ Anne Mehner T:Lietz
- 1974 „Avelina“ Orchester Jürgen Hermann, Subverlag „Mozart Edition“ GB
- 1974 „Heut‘ ist heut‘“ Peter Albert, T:Brandenstein
- 1974 „Surprise“ Orchester Walter Kubiczeck
- 1974 „Charmantes Lächeln“ Orchester Siegfried Mai
- 1975 „Großstadtnacht“ Gruppe „Flair“, T:Heine, AMIGA LP „box Nr.12“
- 1975 „Wenn“ Peter Albert, T:Brandenstein, AMIGA LP „Peter Albert“
- 1975 „Einmal am Tag“ Peter Albert, T:Brandenstein, Amiga LP „Peter Albert“
- 1975 „Ich warte auf ein Wiedersehn“ Bisser Kirow, T:Brandenstein, AMIGA LP Bisser Kirow „Macht alle Türen und Fenster auf“
- 1975 „Küsse, die du nie vergisst“ Peter Albert, T:Schneider, AMIGA LP „Party mit Peter“
- 1990 „With You“ in Zusammenarbeit mit Günther Birner, The Diez Brothers, Verlag „Sonoton“
- 1992 „Sun Club“ in Zusammenarbeit mit Günther Birner, Orchester Tough Stuff, Verlag „Sonoton“
- 1992 “Dancing in the Street” – „Swing, Swing, Swing“ in Zusammenarbeit mit Günther Birner, Orchester Frank Novon, Verlag „Sonoton“
- 1992 “As You like” in Zusammenarbeit mit Günther Birner, Orchester Gerhard Daum, Verlag „Sonoton“
- 1994 “I don’t let you go” in Zusammenarbeit mit Günther Birner, Klaus Peter Schöpfer & Friends, Verlag „Sonoton“
- 2007 “Whistling in the day”, Orchester Wolf Baki, Roba Music-Verlag, CD “Die schönsten Instrumentals”, Flex-Media   Entertainment